# Aloinopsis rosulata
Aloinopsis rosulata là một loài thực vật có hoa trong họ Phiên hạnh. Loài này được (Kensit) Schwantes mô tả khoa học đầu tiên năm 1926.